# 维斯滕罗特
维斯滕罗特是德国巴登-符腾堡州的一个市镇。总面积30.02平方公里，总人口6613人，其中男性3204人，女性3409人（2011年12月31日），人口密度220人/平方公里。